# Саарбрюкенський міст
Саарбрюкенський міст (груз. ზაარბიუკენის ხიდი) — міст через річку Кура в Тбілісі, Грузія.
Утворюючи разом з Сухим мостом єдиний транспортний комплекс, пов'язує райони Мтацмінда і Чугуреті. Перший кам'яний міст через Куру в місті. На момент закінчення будівництва це був найбільший кам'яний міст на території Російської імперії.

## Розташування
Міст сполучає вулицю Хіді і Саарбрюкенську площу.
Вище за течією розташований міст Галактіона Табідзе, нижче — міст Бараташвілі.

## Назва
Спочатку, від 1854 року, міст називався Великим Михайлівським, потім — Воронцовським або Воронцово-Михайлівським, за іменем кавказького намісника М. С. Воронцова.
У радянський час міст перейменовано на честь визначного діяча міжнародного робочого руху на міст Карла Маркса. Сучасну назву міст (так само як прилегла до нього площа на лівому березі Кури — Саарбрюкенська) отримав 1994 року на честь міста-побратима Тбілісі.

## Історія
До 1830-х років виникла необхідність побудови постійного моста через Куру для зв'язку центру міста і ринку з районом Кукія і Німецькою колонією. До цього тимчасовий дерев'яний міст наводився лише взимку і його часто зривала течія Кури. Починаючи від 1830-х років складено кілька проєктів, зокрема ланцюгового, дерев'яних і кам'яних аркових мостів. Проте всі вони з різних причин не були здійснені.

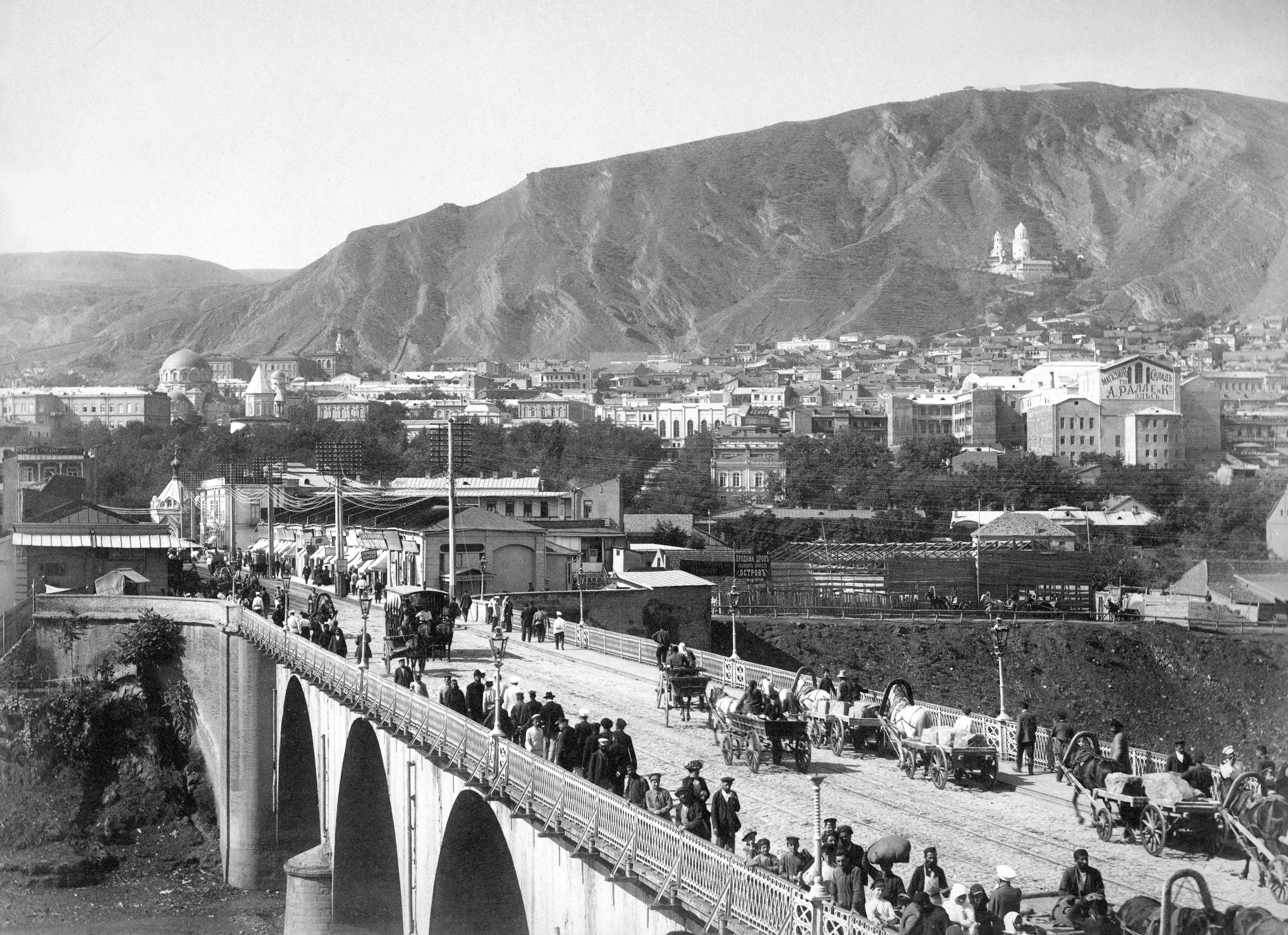
Михайлівський міст на початку XX століття

1847 року схвалено проєкт, підготовлений італійським архітектором Дж. Скудьєрі, який передбачав будівництво кам'яного моста з трьома арковими прогонами по 32 м через основне річище Кури й однопрогінного також кам'яного аркового моста через вузький рукав річки між Мадатовським островом і правим берегом. Між мостами облаштовувалася земляна дамба і підпірна кам'яна стіна. За цим проєктом у 1848—1851 роках побудовано міст через рукав Кури. 1850 року через неспроможність підрядників і перевищення первісної кошторисної вартості будівельні роботи зупинено. До цього часу зведено лише основи берегових підпор. 1851 року проєкт моста переробив інженер Йоганн Блікс, який збільшив кількість прольотів основного моста від 3 до 5 і зменшив ширину моста від 36 до 30 футів.
Міст закладено 16 лютого 1851 року в присутності М. С. Воронцова. Виконавцем робіт був інженер-гідротехнік В. Багратіон-Мухранський. У будівництві брали участь князь Мирський і інженер-капітан Гагенмейстер.
Проміжні опори споруджували восени. Для цього побудували водовідвідні греблі з дерев'яних зрубів, які перенаправили води Кури в правий рукав.
Відкриття моста відбулося 8 листопада 1853 року, хоча будівельні роботи тривали до 20 травня 1857 року (облаштування подвійної бруківки, водовідводу тощо).
Побудований міст став найбільшим кам'яним мостом на території Російської імперії.
25 лютого 1883 року по мосту пройшов перший в місті маршрут конки.
У 1884 році міст реконструйовано з розширенням проїзної частини, тротуари винесено на металеві консолі. На початку XX століття це був один з шести постійних міських мостів через Куру.
1962 році міст реконструйовано за проєктом архітекторів Ш. Кавлашвілі, Г. Мелкадзе та інженера Г. Карцивадзе. Ширину моста збільшили від 11 до 26 м. При цьому максимально використано старі частини мосту. Опори розширили в обидва боки від поздовжньої осі моста і на них обперли нові залізобетонні споруди, зведені поруч зі старими цегляними склепіннями. Замінили поруччя та інші елементи.

## Конструкція
Міст пятипрогінний арковий. Прогони величиною 18,6 м перекриті напівциркульними арками товщиною в ключі 2,4 м. Склепіння складені з плоскої грузинської цегли, з верхового і низового боків до них прилягають залізобетонні склепіння. Товщина опор становить 3,2 м. Основу опор складено зі штучного тесаного каменю, укріпленого залізними скобами і зв'язками, надводна частина — з бутової кладки. Для зменшення навантаження на проміжні опори між арками облаштовано невеликі зворотні склепіння, заповнені жорствою. Фасади моста облицьовані світло-жовтим екларським вапняком, а нижні частини проміжних опор — сірим базальтом. Загальна довжина моста складає 124 м, ширина — 26 м (в тому числі два тротуари по 3 м).
Міст призначений для руху автотранспорту і пішоходів. Проїзна частина має 4 смуги для руху автотранспорту. Покриття проїзної частини і тротуарів — асфальтобетон. Тротуари відокремлено від проїзної частини залізобетонним бордюром. Поруччя металеві простого малюнка, закінчуються на підпорах кам'яним парапетом.